# Nyergesújfalu
Nyergesújfalu (en alemán: Neudorf) es una ciudad del condado de Komárom-Esztergom en Hungría.

## Geografía
La ciudad está situada en la subregión de Esztergom, en la orilla derecha del río Danubio. Tiene una distancia de 16 km de Esztergom. Los municipios más cercanos: Lábatlan (oeste, 1 km), Bajót (sur, 5 km ), Tát (este, 7 km ). Es accesible de la carretera no. 10 y de la línea de ferrocarril de Esztergom–Almásfüzitő.

## Historia
Nyergesújfalu y sus alrededores han sido habitados desde la antigüedad. En sus confínes se han encontrado artefactos romanos y de la Edad del Bronce. Aquí se encontra una colonia romana y castrum llamado Crumerum, y aquí pasó una vía importante que conectó Brigetio con Aquincum.
Antes de la invasión mongola el nombre de la aglomeración era Nyergedszeg y luego Újfalu (Nova villa). El nombre Nyergedszeg se refiere a los silleros (en húngaro: nyergesek, nyeregkészítők), servidores en la Edad de Árpád.
El pueblo se hizo famoso por la cría de caballos y por sus arrieros también. Los lugareños, conocidos por todo el país, llamados ‘campesinos rápidos' condujeron con sus caballos pequeños solo en tres horas a Pest.
La aldea era un lugar fortificado en el siglo XV, y fue habitado durante la ocupación turca. Sin embargo, durante las guerras de liberación se destruyó, sólo la oficina de correos quedó habitada.
Durante la guerra de liberación de Rákóczi, la esposa de Rákóczi, Sarolta Amália, princesa de Hessen-Wanfried y sus partidarios liberaron a János Bottyán capturado por el alceide imperial de Esztergom. Luego Bottyán se convirtió uno de los partidarios más fieles de Rákóczi.
Entre Nyergesújfalu, situado en la orilla derecha del Danubio, y Karva, en la  opuesta, había un paso importante. Para guardar este paso, los Kuruc restauraron y fortificaron un castro situado en el Sánc-hegy (literalmente Colina de Castro, al oeste del pueblo, en la orilla del Danubio) que ya había destruido. En el mismo sitio una vez estuvo el castrum romano, y según los registros un ingeniero militar francés que dirigió el trabajo del fortalecimiento se encontró varios artefactos romanos y monedas romanas. En 1707, sin embargo, por la traición de la guardia alemana, soldados imperiales lo capturaron y destruyeron. Hoy en día todavía se ve la sección inicial del túnel del castro en un orificio y por las esquinas el castro de forma de cuña.
Después de la edad turca y de los Kuruc el pueblo comenzó a desarrollarse. En el Danubio funcionaron 11 molinos de agua, luego en sus confínes carbón fue extraído, y comenzó una industrialización a gran escala. El presidente del Gremio de artesanos de Nyergesújfalu fue por un tiempo Károly Kernstok, un pintor (1873-1940) que pasó muchos años en este pueblo. Su colega y discípulo János Nyergesi vivió aquí también. Otro pintor, Gyula Derkovits también visitó la colonia de arte de Nyergesújfalu.
La periferia de la ciudad hasta el sur es muy rica en belleza natural. Desde la Colina del Castro la vista es maravillosa al río y a sus alrededores.
En el pasado varias plantas funcionaban aquí, como la fábrica Eternit (produciendo asbesto-cemento), la Viscosa (fibras sintéticas, esponjas, papel celofán), una fábrica de ladrillo, molino, cooperativa pesquera, etc.
Se le concedió el estatus de ciudad en 1989.
- Datos: Q854949
- Multimedia: Nyergesújfalu / Q854949

1. ↑  Worldpostalcodes.org,código postal n.º 2536.